# Hofanlage Dorfstraße 16
Die Hofanlage Dorfstraße 16 in Prinzhöfte, Ortsteil Horstedt, Samtgemeinde Harpstedt, stammt aus dem 19. Jahrhundert.
Die Gebäude stehen unter Denkmalschutz (Siehe auch Liste der Baudenkmale in Prinzhöfte).

## Geschichte
Die Hofanlage besteht aus
- dem eingeschossigen Wohn- und Wirtschaftsgebäude wohl aus der ersten Hälfte des 19. Jahrhunderts als Zweiständerhallenhaus und Fachwerkhaus mit Steinausfachungen, Krüppelwalmdach, Niedersachsengiebel mit Uhlenloch und Pferdeköpfen sowie der Grooten Door,
- der Scheune aus der gleichen Zeit als Fachwerkhaus mit z. T. Lehmausfachungen, z. T. verbohltem Giebel und einer Querdurchfahrt sowie mit Satteldach,
- sowie weitere nicht denkmalgeschützte Gebäude.

Die Landesdenkmalpflege befand: „...geschichtliche Bedeutung ... als beispielhaftes Fachwerkhallenhaus...“.